# Odostomia nemo
Odostomia nemo är en snäckart som beskrevs av Dall och Bartsch 1909. Odostomia nemo ingår i släktet Odostomia och familjen Pyramidellidae. Inga underarter finns listade i Catalogue of Life.